# Steven Best
Pour les articles homonymes, voir Best.
Steven Best (né en décembre 1955) est un défenseur des droits des animaux. Il enseigne la philosophie à l'université du Texas à El Paso.
Il prône une action directe militante, voire « violente ».